# Antoroka munda
Antoroka munda är en fjärilsart som beskrevs av Sergius G. Kiriakoff 1969. Antoroka munda ingår i släktet Antoroka och familjen tandspinnare. Inga underarter finns listade i Catalogue of Life.